# Toyo Kogyo Soccer Club 1970
Questa voce raccoglie le informazioni riguardanti il Toyo Kogyo Soccer Club nelle competizioni ufficiali della stagione 1970.

## Stagioni
Modificati i colori societari in giallo e blu e confermata quasi in blocco la formazione della stagione precedente, il Toyo Kogyo tornò agevolmente alla vittoria del titolo grazie alla miglior difesa del campionato, che subì 5 reti in 14 gare. La vittoria del titolo permise inoltre alla squadra di disputare la Coppa dell'Imperatore, dove fu sconfitta ai tempi supplementari della finale con lo Yanmar Diesel.

## Rosa
| N. |                     | Ruolo | Calciatore        |
| -- | ------------------- | ----- | ----------------- |
| 1  | Giappone (bandiera) | P     | Kōji Funamoto     |
|    | Giappone (bandiera) | D     | Junji Kawano      |
|    | Giappone (bandiera) | D     | Hiroyuki Kuwahara |
|    | Giappone (bandiera) | D     | Yosuke Niwa       |
|    | Giappone (bandiera) | D     | Hideo Ohara       |
|    | Giappone (bandiera) | D     | Takeshi Ōno       |
|    | Giappone (bandiera) | D     | Tsuyoshi Kunieda  |
|    | Giappone (bandiera) | D     | Kazuhiko Saeki    |
|    | Giappone (bandiera) | D     | Tsuyoshi Kotaki   |

| N. |                     | Ruolo | Calciatore         |
| -- | ------------------- | ----- | ------------------ |
|    | Giappone (bandiera) | D     | Hiromi Tanimura    |
|    | Giappone (bandiera) | C     | Hiroshi Yoshida    |
|    | Giappone (bandiera) | C     | Haruo Oshima       |
|    | Giappone (bandiera) | C     | Teruo Nimura       |
|    | Giappone (bandiera) | C     | Aritatsu Ogi       |
|    | Giappone (bandiera) | A     | Ryuzo Okamitsu     |
|    | Giappone (bandiera) | A     | Ikuo Matsumoto     |
|    | Giappone (bandiera) | A     | Yasuyuki Kuwahara  |
|    | Giappone (bandiera) | A     | Kunishige Tanimoto |

## Statistiche

### Statistiche di squadra
| Competizione          | Punti | Totale | Totale | Totale | Totale | Totale | Totale | DR  |
| Competizione          | Punti | G      | V      | N      | P      | Gf     | Gs     | DR  |
| --------------------- | ----- | ------ | ------ | ------ | ------ | ------ | ------ | --- |
| Japan Soccer League   | 23    | 14     | 11     | 1      | 2      | 33     | 5      | +28 |
| Coppa dell'Imperatore | -     | 3      | 2      | 0      | 1      | 7      | 3      | +4  |
| Totale                |       | 17     | 13     | 1      | 3      | 40     | 8      | +32 |